# Roncus binaghii
Espèce
Roncus binaghii est une espèce de pseudoscorpions de la famille des Neobisiidae.

## Distribution
Cette espèce se rencontre en Italie en Ligurie et en France dans les Alpes-Maritimes,.

## Publication originale
- Gardini, 1991 : Tre nuove specie di Roncus L. Koch, 1873 della Liguria occidentale. (Pseudoscorpionida Neobisiidae). Memorie della Societa Entomologica Italiana, vol. 70, no 1, p. 313-334.